# Алькосер, Брайан
Бра́йан Хесу́с Алько́сер Нарва́эс (исп. Brayan Jesús Alcócer Narváez; род. 17 августа 2003, Сьюдад-Гуаяна, Венесуэла) — венесуэльский футболист, нападающий уругвайского клуба «Бостон Ривер» и сборной Венесуэлы.

## Клубная карьера
Воспитанник клуба «Минерос Гуаяна». Позже был отдан в аренду в клуб «Депортиво Ла Гуайра», но из-за пандемии пандемии COVID-19 не сыграл ни одного матча за клуб. По возвращении в «Минерос Гуяна» в сезоне 2021 года стал самым молодым игроком, забившим за «Минерос» в Южноамериканском кубке.

## Карьера в сборной
В 2023 году сыграл за сборную Венесуэлы до 20 лет на Чемпионате Южной Америки по футболу среди молодёжных команд. На турнире забил 5 голов, 4 с пенальти.
28 марта 2023 года дебютировал за основную сборную в товарищеском матче против сборной Узбекистана (1:1), выйдя на замену на 46-й минуте вместо Эрнесто Торрегросса.

### Список матчей за сборные Венесуэлы
| Матчи Брайана Алькосера за национальную сборную Венесуэлы | Матчи Брайана Алькосера за национальную сборную Венесуэлы | Матчи Брайана Алькосера за национальную сборную Венесуэлы | Матчи Брайана Алькосера за национальную сборную Венесуэлы | Матчи Брайана Алькосера за национальную сборную Венесуэлы | Матчи Брайана Алькосера за национальную сборную Венесуэлы | Матчи Брайана Алькосера за национальную сборную Венесуэлы |
| №                                                         | Дата                                                      | Оппонент                                                  | Счёт                                                      | Голы                                                      | Соревнование                                              |                                                           |
| --------------------------------------------------------- | --------------------------------------------------------- | --------------------------------------------------------- | --------------------------------------------------------- | --------------------------------------------------------- | --------------------------------------------------------- | --------------------------------------------------------- |
| 1                                                         | 28 марта 2023                                             | Узбекистан                                                | 1:1                                                       | —                                                         | Товарищеский матч                                         |                                                           |
| 2                                                         | 10 декабря 2023                                           | Колумбия                                                  | 0:1                                                       | —                                                         | Товарищеский матч                                         |                                                           |

Итого: 2 матча / 0 голов; 0 побед, 1 ничья, 1 поражение.
| Матчи Брайана Алькосера за олимпийскую сборную Венесуэлы | Матчи Брайана Алькосера за олимпийскую сборную Венесуэлы | Матчи Брайана Алькосера за олимпийскую сборную Венесуэлы | Матчи Брайана Алькосера за олимпийскую сборную Венесуэлы | Матчи Брайана Алькосера за олимпийскую сборную Венесуэлы | Матчи Брайана Алькосера за олимпийскую сборную Венесуэлы | Матчи Брайана Алькосера за олимпийскую сборную Венесуэлы |
| №                                                        | Дата                                                     | Оппонент                                                 | Счёт                                                     | Голы                                                     | Соревнование                                             |                                                          |
| -------------------------------------------------------- | -------------------------------------------------------- | -------------------------------------------------------- | -------------------------------------------------------- | -------------------------------------------------------- | -------------------------------------------------------- | -------------------------------------------------------- |
| 1                                                        | 5 июня 2023                                              | Коста-Рика                                               | 1:1 (3:4 пен.)                                           | —                                                        | Кубок Мориса Ревелло 2023                                |                                                          |
| 2                                                        | 8 июня 2023                                              | Саудовская Аравия                                        | 0:0 (3:0 пен.)                                           | —                                                        | Кубок Мориса Ревелло 2023                                |                                                          |
| 3                                                        | 11 июня 2023                                             | Франция                                                  | 1:1 (2:3 пен.)                                           | —                                                        | Кубок Мориса Ревелло 2023                                |                                                          |
| 4                                                        | 15 июня 2023                                             | Марокко                                                  | 0:1                                                      | —                                                        | Кубок Мориса Ревелло 2023                                |                                                          |

Итого: 4 матча / 0 голов; 1 победа, 0 ничьих, 3 поражения.
| Матчи Брайана Алькосера за молодёжную сборную Венесуэлы | Матчи Брайана Алькосера за молодёжную сборную Венесуэлы | Матчи Брайана Алькосера за молодёжную сборную Венесуэлы | Матчи Брайана Алькосера за молодёжную сборную Венесуэлы | Матчи Брайана Алькосера за молодёжную сборную Венесуэлы | Матчи Брайана Алькосера за молодёжную сборную Венесуэлы |
| ------------------------------------------------------- | ------------------------------------------------------- | ------------------------------------------------------- | ------------------------------------------------------- | ------------------------------------------------------- | ------------------------------------------------------- |
| №                                                       | Дата                                                    | Оппонент                                                | Счёт                                                    | Голы                                                    | Соревнование                                            |
| 1                                                       | 20 января 2023                                          | Боливия (до 20)                                         | 0:1                                                     | —                                                       | МЧЮА-2023                                               |